# مقاطعة الشمال الغربي
مقاطعة الشمال الغربي (بالإنجليزية: North-West District)‏ هي مقاطعة في بوتسوانا، تتبع بوتسوانا، عاصمتها ماون، تبلغ مساحتها 129930 كيلومتر مربع.

## الموقع
تشترك في الحدود مع:
- المقاطعة المركزية
- مقاطعة غانزي.